# Labastide-Saint-Sernin
Labastide-Saint-Sernin là một xã thuộc tỉnh Haute-Garonne trong vùng Occitanie tây nam nước Pháp. Xã này nằm ở khu vực có độ cao trung bình 130 mét trên mực nước biển.

## Di tích

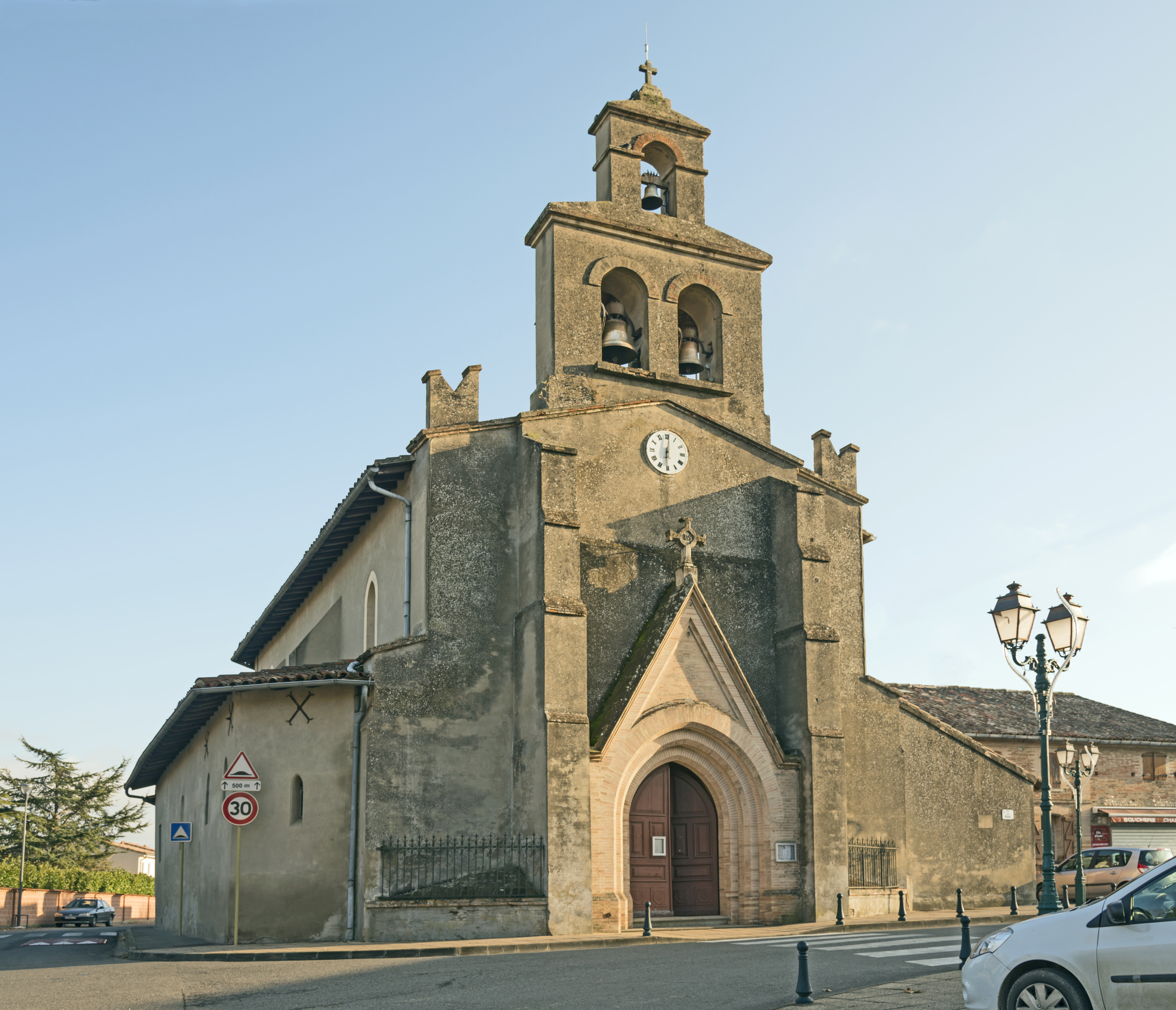
Nhà thờ.
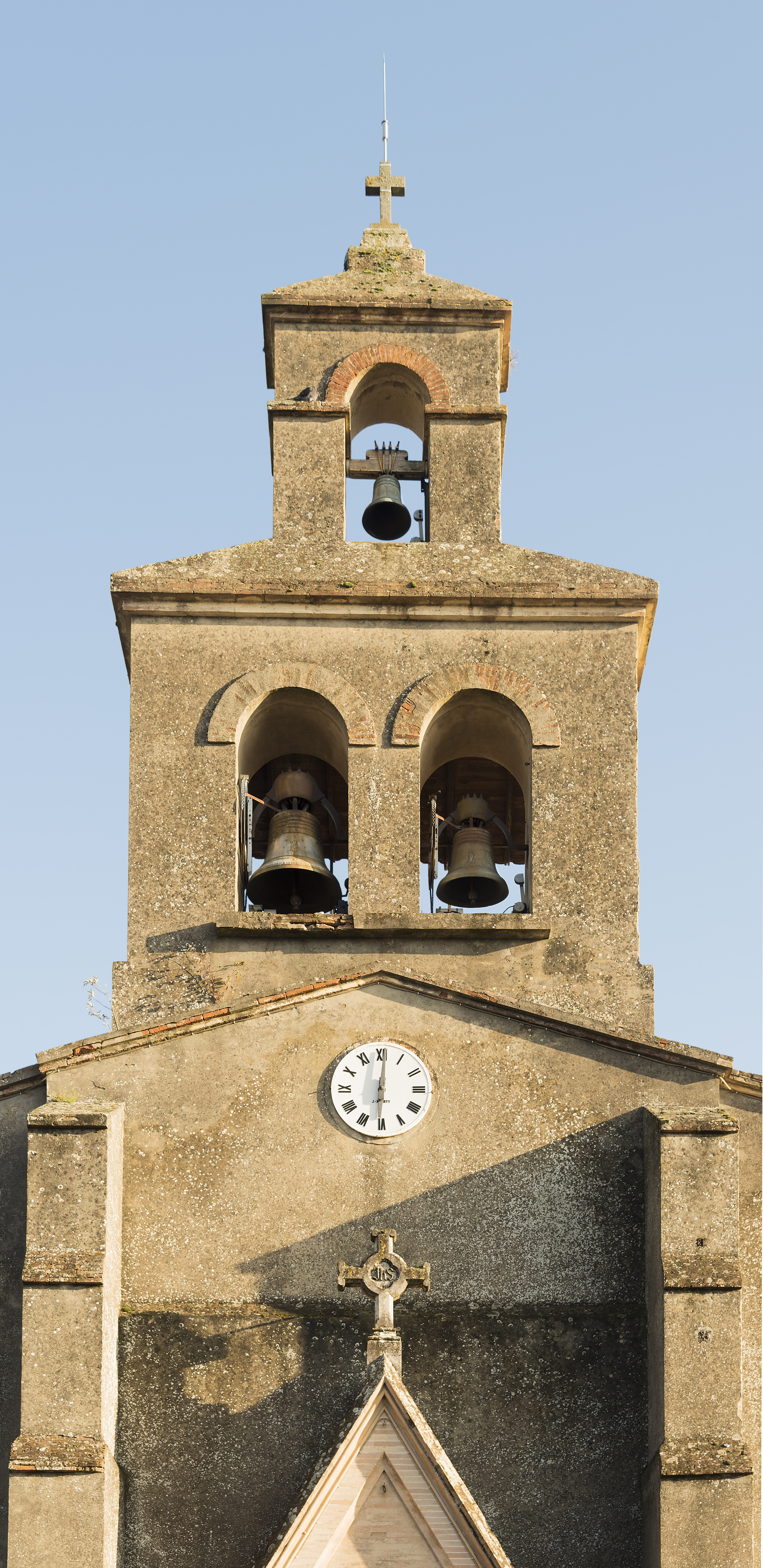
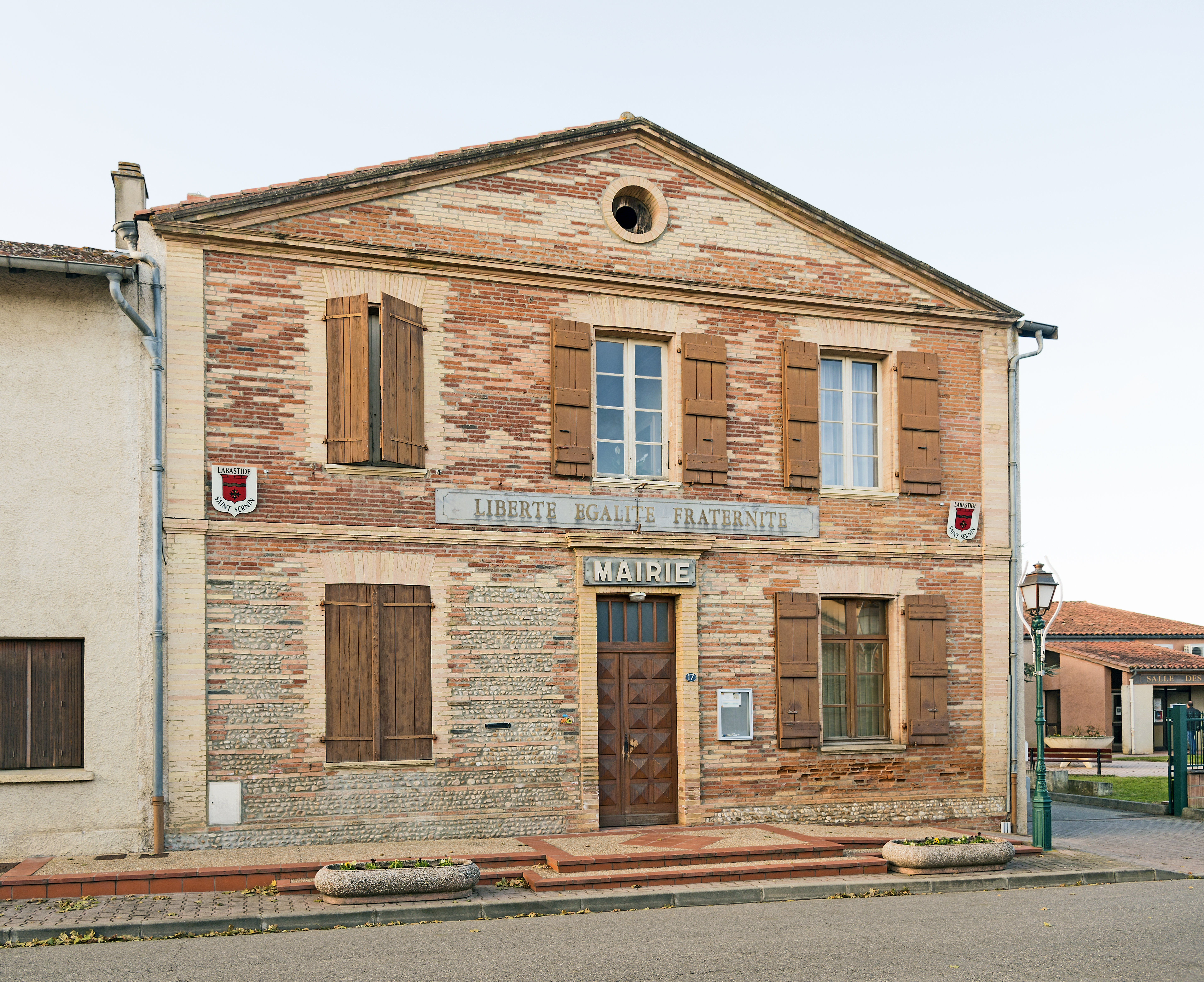
Tòa thị chính.